# Slippy McGee
Slippy McGee er en amerikansk stumfilm fra 1923 af Wesley Ruggles.

## Medvirkende
- Colleen Moore som Mary Virginia
- Wheeler Oakman som Slippy McGee
- Sam De Grasse som De Rance
- Edmund Stevens som George Inglesby
- Edith Yorke som Madame De Rance
- Lloyd Whitlock som Howard Hunter
- Pat O'Malley som Lawrence Mayne